# Ågård Efterskole
Ågård Efterskole er en efterskole i Ågård. Den startede i 1961 i bygninger, der tidligere havde været brugt til bl.a. højskole. Skolen er løbende udbygget og har nu plads til 138 elever. Skolens værdigrundlag er et grundtvigsk livssyn, hvis overordnede mål er at give de unge mod på tilværelsen og styrke deres selvværd.

## Historie
I 1887 blev Ågård Frimenighed startet af Georg Valdemar Brücker, og i forlængelse af den grundtvigske indflydelse i området blev der naturligt også oprettet friskole, højskole og efterskole.

### Ågård Friskole
Ågård Friskole blev startet i 1898 af pastor Brücker og Poul Lindholm, som især var drivkraften. Den holdt fra starten til i Bertels Hus, indtil friskolen fik sin egen bygning med lærerbolig og skolestuer i 1902. Efter Lindholms tidlige død i 1929 blev han efterfulgt af Thorvald Støvring, hvis hustru Kirstine var sløjdlærer fra Askov Sløjdskole. Støvring rejste i 1957, og de følgende friskoleledere var Niels Birketoft til 1964, Ejvind Sandal til 1972 og endelig Max Piilgaard, som var med til at lukke friskolen i 1974.

### Højskole
I efteråret 1899 begyndte pastor Brücker at holde højskole i Bertels Hus, og året efter blev højskolebygningen på Kirkebakken opført. Højskolen havde meget forskellig søgning indtil 1922, hvor den blev lukket og solgt til havebrugskonsulent Lars Hansen og derefter drevet som havebrugsskole indtil 1928.

### Ågård Efterskole
I 1907 oprettede Poul Lindholm en efterskole i Bertels hus. Omkring 1920 flyttede den ovenpå i friskolen, hvor sidste efterskolehold sluttede i 1937. Fra 1942 blev der afholdt vinterskole for drenge og sommerskole for piger i villaen ”Højbo” lige over for skolen. Forholdene var svære, og i 1946 måtte den skole lukke igen.
Ågård Efterskole, som i starten hed Ågård Ungdomsskole, startede i den nedlagte havebrugsskole 1. maj 1961 med 15 unge piger på et 5-måneders kursus. Skolens første forstanderpar var Elin og Niels Birketoft. De blev i 1964 afløst af Anna Kirstine og Ejvind Sandal. Den første tid var præget af knappe økonomiske midler og ungdomsoprøret, men også af en ukuelig vilje til pædagogisk udvikling og nytænkning inden for elevbolig-byggeri. Det er i denne fase, tanken om at bo i lejligheder blev født. Marion og Max Piilgaard blev skolens tredje forstanderpar 1972-94. I denne periode blev skolen udbygget med bl.a. hal og foredragssal. Tiderne skiftede, og skolen fik en stabil elevtilgang. Kirsten Storgaard og Ole Sørensen blev ansat i 1994 og fortsatte udviklingen af skolen, både på det pædagogiske område og hvad bygningsmassen angår, bl.a. med nyt køkken og ny hal.